# 平成26年度全国高等学校総合体育大会
平成26年度全国高等学校総合体育大会（へいせい26ねんどぜんこくこうとうがっこうそうごうたいいくたいかい）は、2014年（平成26年）7月から2015年（平成27年）2月にかけて行われた全国高等学校総合体育大会である。
実施34競技のうち、30競技による夏季大会が2014年8月1日 - 8月20日を開催期間として南関東ブロック4都県で、冬季大会の4競技が競技種目ごとに下記開催地および開催期間にてそれぞれ実施された。

## 夏季大会
夏季大会は、東京都を中心とする南関東で開催された。総合開会式は8月1日であるが、ソフトテニスや陸上、ボートは大会に先立って7月26日から順次競技が開始された。今大会から新たに少林寺拳法が加わり全30競技が行われた。

### 概要
- 愛称：煌（）めく青春 南関東総体2014[1]
- スローガン：「君の汗 輝く一滴勝利の雫（）」
- 総合開会式：味の素スタジアム
- 開催地：東京都（総合開会式など）、千葉県、神奈川県、山梨県
- 特別協賛：ポカリスエット（大塚製薬）
- 協賛：マイナビ・日本郵政・久光製薬・菅公学生服・JTB・P&P浜松・日本工学院専門学校
- 特別協力：環境省

また総合開会式では今大会のために宮川彬良が作曲した行進曲『いつかこの手で』の指揮を行った。優勝杯の返還は体操男女団体、女子サッカー、男子バレーボール、テニス団体、なぎなた団体であった。

### 実施競技・会場一覧

#### 東京都
- 体操（国立代々木競技場）
- バレーボール（東京体育館、墨田区総合体育館）
- サッカー（女子、駒沢・味の素スタジアム西競技場）
- 相撲（国技館）
- 弓道（東京武道館）
- テニス（有明）
- なぎなた（東京武道館）
- 水球（東京辰巳国際水泳場）

#### 千葉県
- 水泳（競泳・飛び込み）（千葉県国際総合水泳場）
- バスケットボール（船橋市・八千代市）
- ソフトテニス（サニーインむかい）
- バドミントン（千葉ポートアリーナ）
- 柔道（中台運動公園体育館）
- 空手道（印西市松山下公園総合体育館）
- アーチェリー（ゼットエーオリプリスタジアム）
- 少林寺拳法（中台運動公園体育館）

#### 神奈川県
- ハンドボール（川崎市とどろきアリーナ他）
- ソフトボール（保土ヶ谷・神奈川新聞スタジアム他）
- 剣道（小田原アリーナ）
- レスリング（横須賀アリーナ）
- 登山（箱根町）
- ボクシング（茅ヶ崎市総合体育館）
- ヨット（江ノ島）
- フェンシング（神奈川県立体育センター）

#### 山梨県
- 陸上競技（山梨中銀スタジアム）
- 卓球（山梨県小瀬スポーツ公園体育館他）
- サッカー（男子、山梨中銀スタジアム他）
- ボート（河口湖漕艇場）
- 自転車競技（境川自転車競技場他）
- ホッケー（南アルプス市他）
- ウエイトリフティング（山梨市民総合体育館）
- カヌー（精進湖カヌー競技場）

### 応援歌
スキマスイッチが起用され、『夏のコスモナウト』として参加する高校生にエールを送る。

### インターネット中継
大会期間中に特別協賛社である大塚製薬が運営する『インハイTV』にてインターネット中継を実施し、全世界に向けて配信された。

## 冬季大会
平成26年度全国高等学校総合体育大会では、2014年（平成26年）12月から2015年（平成27年）2月にかけてスキー、スケート・アイスホッケー、ラグビーフットボール、駅伝の4競技が冬季大会として開催された。

### スキー大会
スキー大会は、第64回全国高等学校スキー大会として2015年2月7日 - 2月10日に秋田県鹿角市で開催された。スローガンは、「夢の舞台 白銀の鹿角で 燃え上がれ」。

#### 概要
- 主催：公益財団法人全国高等学校体育連盟、公益財団法人全日本スキー連盟、秋田県、秋田県教育委員会、鹿角市、鹿角市教育委員会
- 共催：読売新聞社
- 後援：文部科学省、公益財団法人日本体育協会、日本放送協会（NHK）、公益財団法人秋田県体育協会、NPO法人鹿角市体育協会
- 主管：公益財団法人全国高等学校体育連盟スキー専門部、秋田県高等学校体育連盟、秋田県スキー連盟、鹿角市スキー連盟
- 協賛：カンコー学生服

#### 実施競技・会場一覧
| 競技名 | 競技名                   | 競技名 | 会場地       | 会場                                                              |
| ------ | ------------------------ | ------ | ------------ | ----------------------------------------------------------------- |
| スキー | アルペン                 |        | 秋田県鹿角市 | 花輪スキー場アルペンコース                                        |
| スキー | クロスカントリー         |        | 秋田県鹿角市 | 花輪スキー場クロスカントリーコース                                |
| スキー | スペシャルジャンプ       |        | 秋田県鹿角市 | 花輪スキー場花輪シャンツェ                                        |
| スキー | ノルディックコンバインド |        | 秋田県鹿角市 | - 花輪スキー場花輪シャンツェ - 花輪スキー場クロスカントリーコース |

### スケート・アイスホッケー大会

#### スピードスケート大会
スピードスケート大会は、第64回全国高等学校スピードスケート競技選手権大会として2015年1月21日 - 1月25日に山形県山形市で開催された。スローガンは、「集え 山形の地に 氷上を駆ける 若き風」。

#### 概要
- 主催：公益財団法人全国高等学校体育連盟、公益財団法人日本スケート連盟、山形県、山形県教育委員会、山形市、山形市教育委員会
- 共催：読売新聞社
- 後援：文部科学省、公益財団法人日本体育協会、日本放送協会、公益財団法人山形県体育協会、山形市体育協会
- 主管：公益財団法人全国高等学校体育連盟スケート専門部、山形県高等学校体育連盟、山形県スケート連盟

#### 実施競技・会場一覧
| 競技名   | 競技名 | 会場地 | 会場                                  |
| -------- | ------ | ------ | ------------------------------------- |
| スピード |        | 山形市 | 山形市総合スポーツセンター スケート場 |

#### フィギュアスケート大会
フィギュアスケート大会は、第64回全国高等学校フィギュアスケート競技選手権大会として2015年1月21日 - 1月25日に愛知県名古屋市で開催された。スローガンは、「未来を拓く その飛翔 君の軌跡は 夢を描く」。

##### 概要
- 主催：公益財団法人全国高等学校体育連盟、公益財団法人日本スケート連盟、愛知県、愛知県教育委員会、名古屋市、名古屋市教育委員会
- 共催：読売新聞社
- 後援：文部科学省、公益財団法人日本体育協会、日本放送協会、公益財団法人愛知県体育協会
- 主管：公益財団法人全国高等学校体育連盟スケート専門部、愛知県高等学校体育連盟、愛知県スケート連盟

##### 実施競技・会場一覧
| 競技名     | 競技名 | 会場地   | 会場                                    |
| ---------- | ------ | -------- | --------------------------------------- |
| フィギュア |        | 名古屋市 | 日本ガイシスポーツプラザ ガイシアリーナ |

#### アイスホッケー大会
アイスホッケー大会は、第64回全国高等学校アイスホッケー競技選手権大会として2015年1月21日 - 1月25日に北海道苫小牧市で開催された。スローガンは、「闘え！ 光り輝く氷上で 燃え上がれ！ 熱き魂」。

##### 概要
- 主催：公益財団法人全国高等学校体育連盟、公益財団法人日本アイスホッケー連盟、北海道、北海道教育委員会、苫小牧市、苫小牧市教育委員会
- 共催：読売新聞社
- 後援：文部科学省、公益財団法人日本体育協会、日本放送協会、公益財団法人北海道体育協会、公益財団法人苫小牧市体育協会
- 主管：公益財団法人全国高等学校体育連盟スケート専門部、北海道高等学校体育連盟、一般財団法人北海道アイスホッケー連盟
- 協賛：カンコー学生服

##### 実施競技・会場一覧
| 競技名         | 競技名 | 会場地   | 会場                                                                       |
| -------------- | ------ | -------- | -------------------------------------------------------------------------- |
| アイスホッケー |        | 苫小牧市 | - 苫小牧市白鳥アリーナ - 沼ノ端スケートセンター - 新ときわスケートセンター |

### ラグビーフットボール大会
ラグビーフットボール大会は、第94回全国高等学校ラグビーフットボール大会として2014年（平成26年）12月27日 - 2015年（平成27年）1月8日に大阪府東大阪市の花園ラグビー場、花園中央公園多目的球技広場で開催された。

### 駅伝大会
駅伝大会は、男子第65回女子第26回全国高等学校駅伝競走大会として2014年（平成26年）12月21日に京都府京都市の京都市西京極総合運動公園陸上競技場、京都市西京極陸上競技場付設マラソンコースで開催された（開会式・表彰式はハンナリーズアリーナで実施）。

#### 概要
- 主催：公益財団法人全国高等学校体育連盟、公益財団法人日本陸上競技連盟、毎日新聞社、京都府、京都府教育委員会、京都市、京都市教育委員会
- 後援：文部科学省、日本放送協会
- 主管：公益財団法人全国高等学校体育連盟陸上競技専門部、一般財団法人京都陸上競技協会、京都府高等学校体育連盟

#### 大会記録

##### 入賞校
| 全国高等学校駅伝競走大会 | 全国高等学校駅伝競走大会 | 優勝                | 2位                 | 3位             | 4位               | 5位               | 6位               | 7位               | 8位                 |
| ------------------------ | ------------------------ | ------------------- | ------------------- | --------------- | ----------------- | ----------------- | ----------------- | ----------------- | ------------------- |
| 2014年 （平成26年）      | 男子第65回大会           | 世羅 （広島）       | 佐久長聖 （長野）   | 埼玉栄 （埼玉） | 秋田工業 （秋田） | 小林 （宮崎）     | 市立船橋 （千葉） | 学法石川 （福島） | 愛知 （愛知）       |
| 2014年 （平成26年）      | 女子第26回大会           | 薫英女学院 （大阪） | 立命館宇治 （京都） | 常磐 （群馬）   | 山梨学院 （山梨） | 青森山田 （青森） | 豊川 （愛知）     | 西京 （山口）     | 神村学園 （鹿児島） |

##### 区間賞
| 全国高等学校駅伝競走大会 | 全国高等学校駅伝競走大会 | 1区                        | 2区                              | 3区                              | 4区                           | 5区                       | 6区                      | 7区                       |
| ------------------------ | ------------------------ | -------------------------- | -------------------------------- | -------------------------------- | ----------------------------- | ------------------------- | ------------------------ | ------------------------- |
| 2014年 （平成26年）      | 男子第65回大会           | 下史典 （伊賀白鳳） 29'39" | 前田恋弥 （市立船橋） 7'59"      | ポール・カマイシ （世羅） 22'58" | 中島大就 （世羅） 23'23"      | 青山拓朗 （埼玉栄） 8'37" | 井上広之 （世羅） 14'41" | 中島公平 （水城） 14'39"" |
| 2014年 （平成26年）      | 女子第26回大会           | 岡本春美 （常磐） 19'12"   | 安藤富貴子 （立命館宇治） 12'50" | 小西真亜子 （立命館宇治） 9'34"  | 前田梨乃 （薫英女学院） 9'11" | 鷲見梓沙 （豊川） 15'42"  | -                        | -                         |